# エドヴァルト・フォン・シュタインレ
エドヴァルト・フォン・シュタインレ（Edward von Steinle または Eduard Jakob von Steinle、1810年7月2日 - 1886年9月19日）はオーストリアの画家である。

## 略歴
ウィーンで生まれた。父親は有名な版画家で、父親から学んだ後、ウィーン美術アカデミーでキニンガー(Vinzenz Georg Kininger)に学び、その後、「ナザレ派」に関わりあるレオポルト・クーペルヴィーザー(Leopold Kupelwieser)のスタジオで学んだ。「ナザレ派」の画家、ヨハン・フリードリヒ・オーファーベック、フィリップ・ファイトから強い影響を受けた。1828年から1834年までローマに滞在した。ローマからウィーンに戻った後、フランクフルトに招かれて、ライネック城(Burg Rheineck)の装飾画を描くことになった。この仕事のためにミュンヘンにペーター・フォン・コルネリウスを訪ね、装飾画の技法を学んだ。
フランクフルトを中心に活動し、1850年にフランクフルトの美術学校（Staatliche Hochschule für Bildende Künste）の教授に任じられた。
宗教的な題材の装飾画を多く描いたが、宗教を題材としない多くの版画原画も描いた。

## 作品

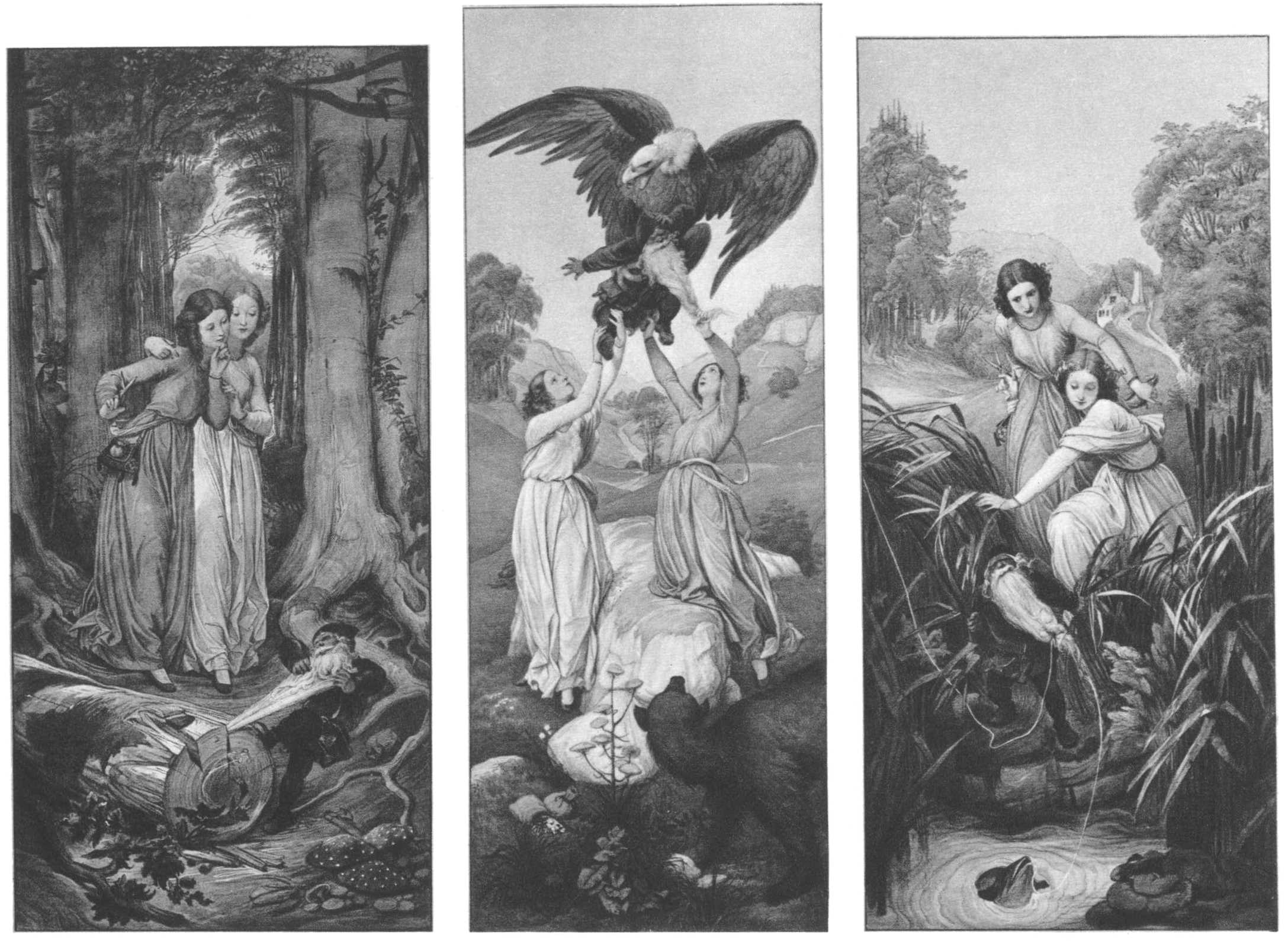
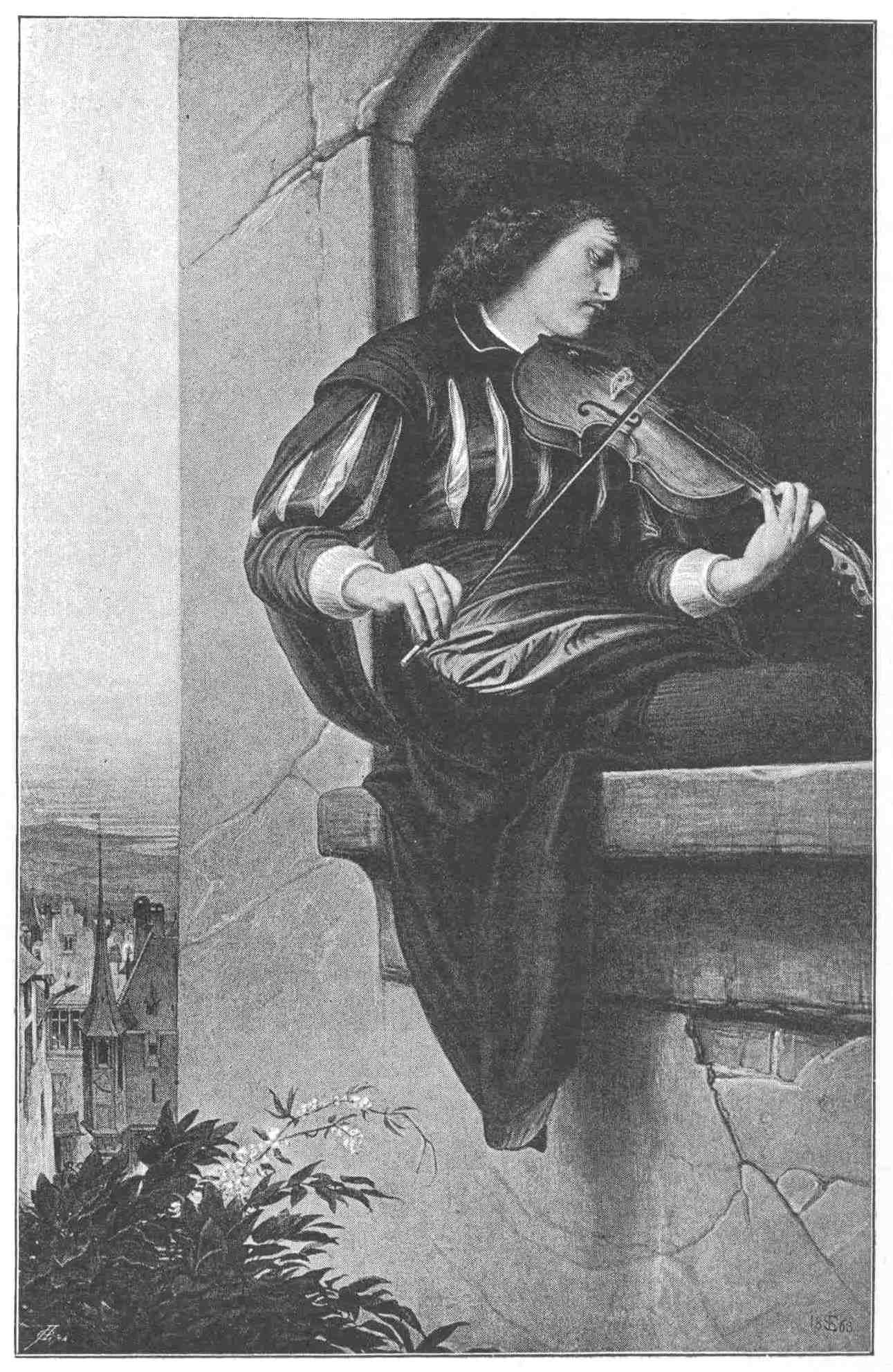
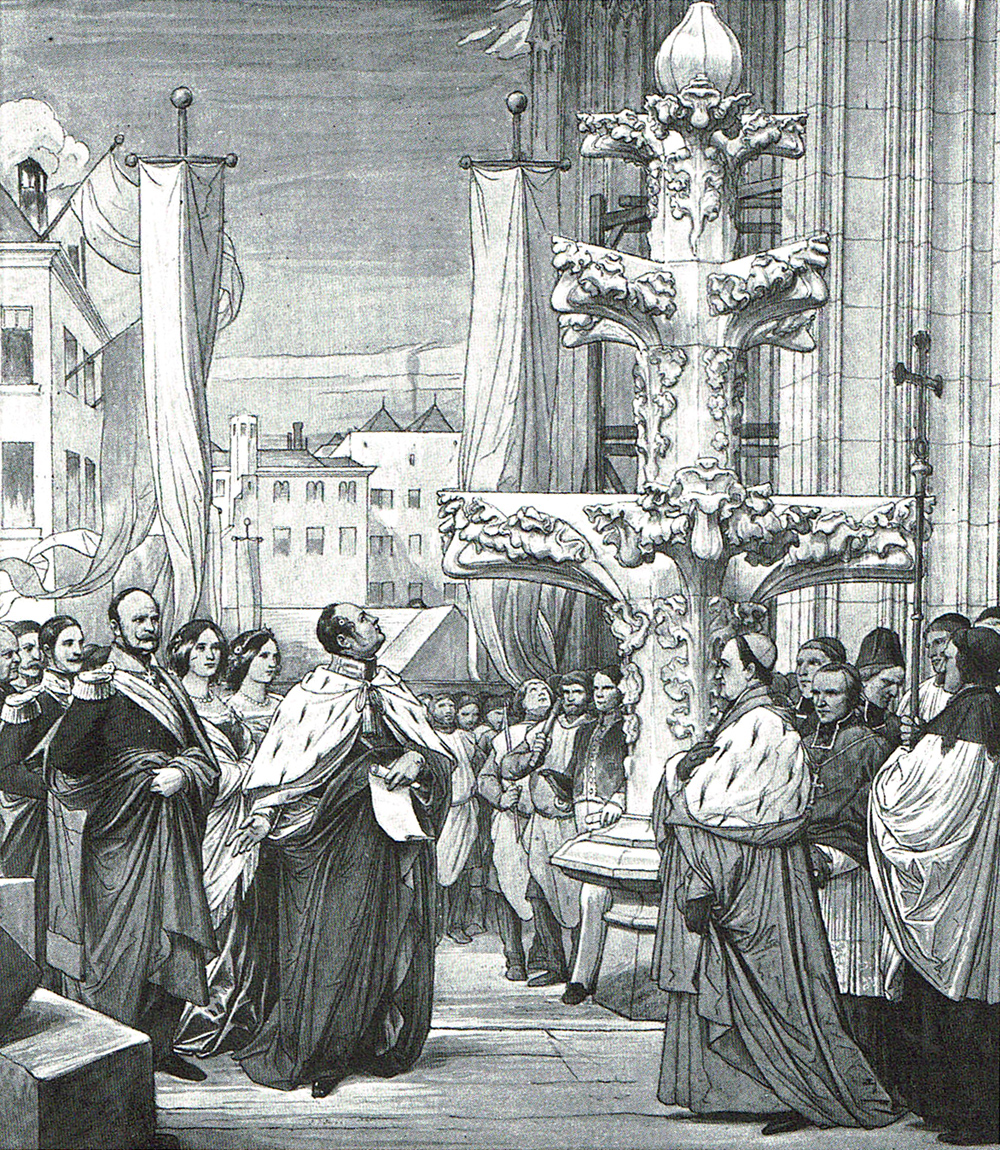
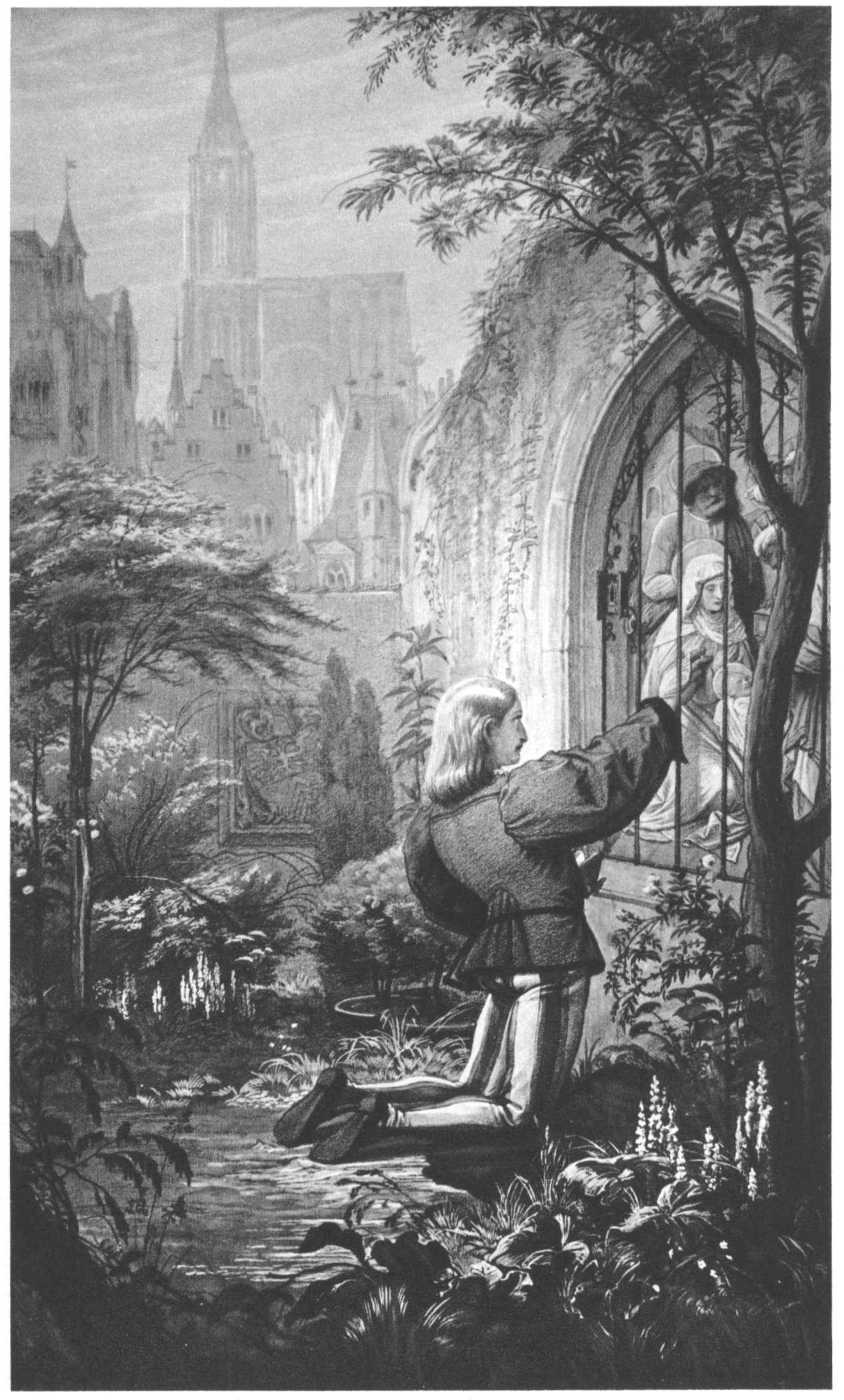

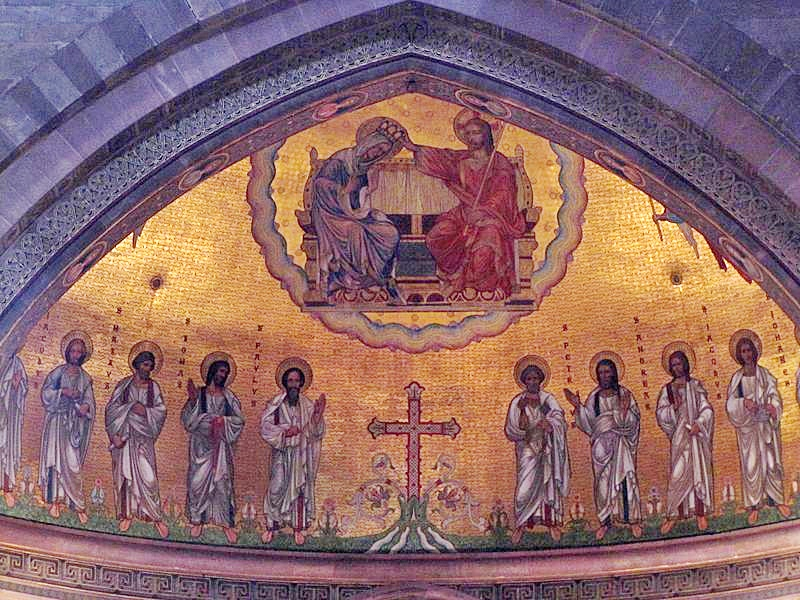
ストラスブール大聖堂の装飾画
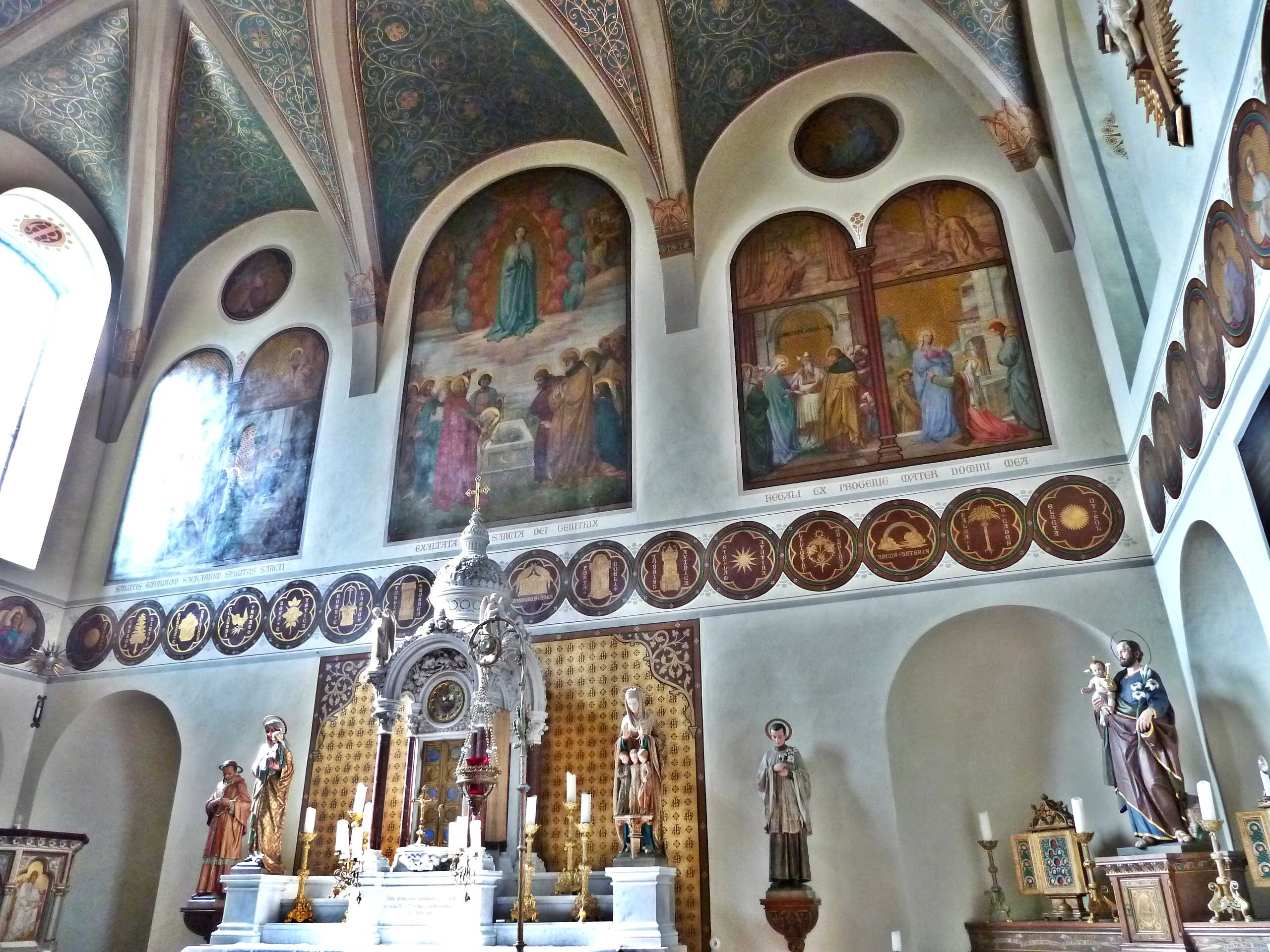
レーヴェンシュタイン城の装飾画
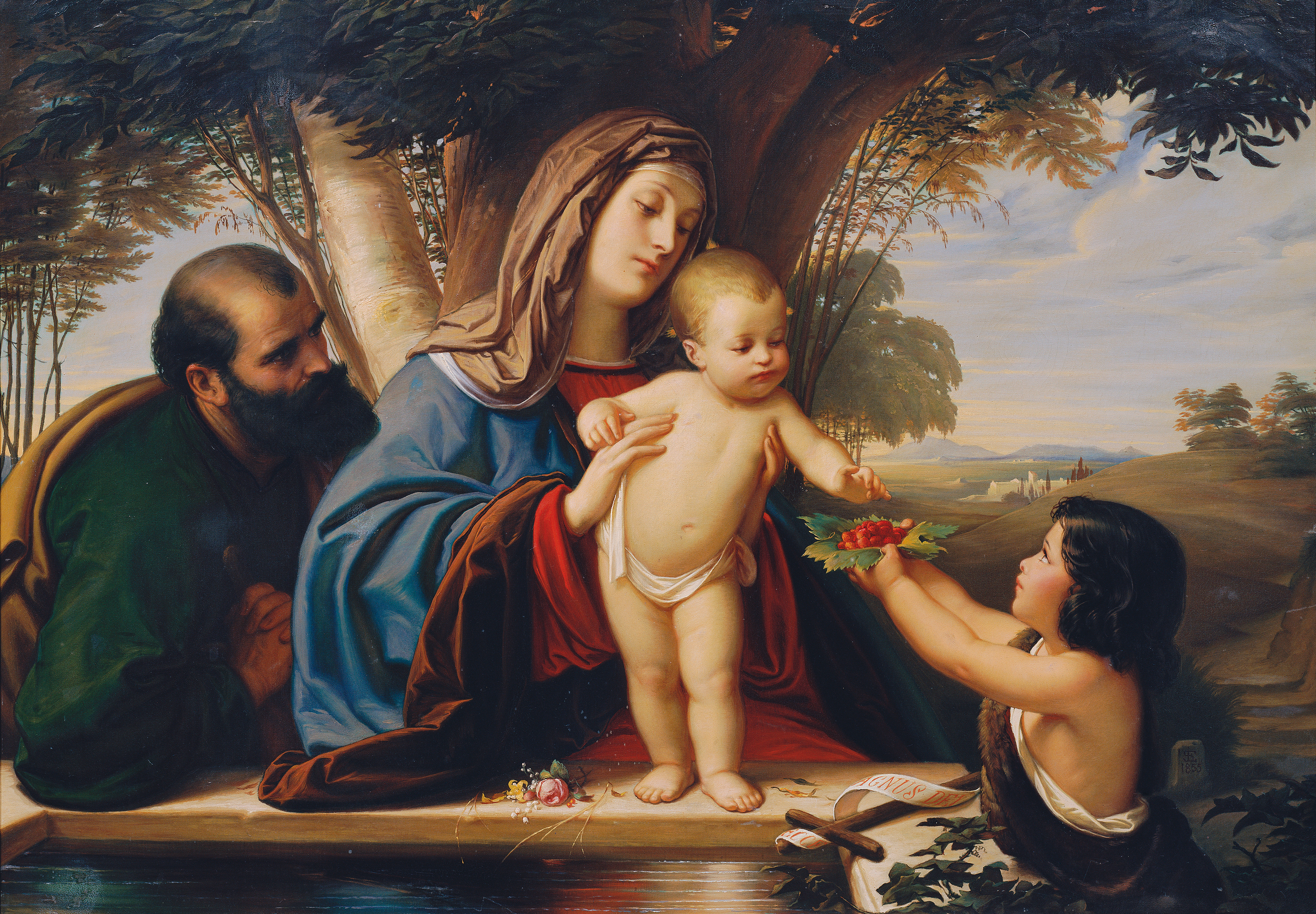